# Oeganda op de Olympische Zomerspelen 1956
Oeganda, toen nog onderdeel van het Britse Rijk, debuteerde op de Olympische Zomerspelen tijdens de Olympische Zomerspelen 1956 in Melbourne, Australië.
Er kwamen bij de eerste deelname drie mannen in actie op vijf onderdelen in een olympische sporttak; atletiek. De beste eindklassering was de (gedeelde) twaalfde plaats van hoogspringer Patrick Etolu.

## Deelnemers & resultaten
(m) = mannen

### Atletiek
| Olympiër (deelname) | Onderdeel              | Resultaat | Prestatie                                              |
| ------------------- | ---------------------- | --------- | ------------------------------------------------------ |
| Benjamin Nguda      | 100m (m)               | 24e       | serie 4: 1ste in 10,88 kwartfinale 2: 6de in 12,95     |
| Benjamin Nguda      | 200m (m)               | 54e       | serie 10: 7de in 22,89                                 |
| Lawrence Ogwang     | verspringen (m)        | 27e       | kwalificatie: 27ste met 6,62m                          |
| Lawrence Ogwang     | hink-stap-springen (m) | 20e       | kwalificatie: 14de met 14,95m finale: 20ste met 14,72m |
| Patrick Etolu       | hoogspringen (m)       | 12e       | kwalificatie: 7de met 1,92m finale: 12de met 1,96m     |

Afghanistan · Argentinië · Australië · Bahama's · België · Bermuda · Birma · Brazilië · Brits-Guiana · Bulgarije · Cambodja* · Canada · Ceylon · Chili · Colombia · Cuba · Denemarken · Duits eenheidsteam · Egypte* · Ethiopië · Fiji · Filipijnen · Finland · Frankrijk · Griekenland · Groot-Brittannië · Hongarije · Hongkong · Ierland · IJsland · India · Indonesië · Iran · Israël · Italië · Jamaica · Japan · Joegoslavië · Kenia · Liberia · Luxemburg · Malakka · Mexico · Nederland* · Nieuw-Zeeland · Nigeria · Noord-Borneo · Noorwegen · Oeganda · Oostenrijk · Pakistan · Peru · Polen · Portugal · Puerto Rico · Roemenië · Singapore · Sovjet-Unie · Spanje* · Taiwan · Thailand · Trinidad en Tobago · Tsjecho-Slowakije · Turkije · Uruguay · Venezuela · Verenigde Staten · Vietnam · Zuid-Afrika · Zuid-Korea · Zweden · Zwitserland*

*alleen deelgenomen in Stockholm